# Lillesjön (Breviks socken, Västergötland)
Lillesjön är en sjö i Karlsborgs kommun i Västergötland och ingår i Motala ströms huvudavrinningsområde.